# Ruimtehoek

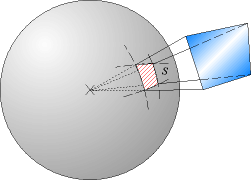
Ruimtehoek

Ruimtehoek is het driedimensionale analogon van de 'gewone' hoek in het platte vlak. De ruimtehoek bepaalt hoe groot een voorwerp eruitziet vanuit een bepaald punt bekeken. Zo kan een kleiner voorwerp dichtbij dezelfde ruimtehoek hebben als een groter object verder weg.
De grootte van de ruimtehoek {\displaystyle \Omega } is de oppervlakte van de projectie van het bekeken voorwerp op de eenheidsbol vanuit het middelpunt:
{\displaystyle \Omega =\iint \limits _{S}\mathrm {d} \Omega ={\frac {1}{r^{2}}}\iint \limits _{S}\mathrm {d} S}
Om in de formule de dimensies inzichtelijk te maken is de straal {\displaystyle r} van de bol daarin opgenomen, want ook al wordt die gekozen als 1 lengte-eenheid, het is wel een grootheid met dimensie lengte. De formule laat zo zien dat de ruimtehoek dimensieloos is. Desondanks wordt bij het aangeven van de grootte van de ruimtehoek voor de duidelijkheid vaak wel de steradiaal sr vermeld, een afgeleide eenheid van het SI-stelsel zonder dimensie met de numerieke waarde 1. Een volledig boloppervlak vormt een ruimtehoek van {\displaystyle 4\pi \ sr}. Als men een ruimtehoek met grootte {\displaystyle \Omega } snijdt met een bol met straal {\displaystyle r}, heeft de doorsnede een oppervlakte {\displaystyle \Omega r^{2}}.
In een coördinatenstelsel met breedtegraad {\displaystyle \theta }, het complement van de hoek tussen pool en voerstraal, en lengtegraad {\displaystyle \varphi }, zoals met de coördinaten op een boloppervlak, is de ruimtehoek van een element tussen de lengtegraden {\displaystyle \varphi } en {\displaystyle \varphi +\mathrm {d} \varphi } en de breedtegraden {\displaystyle \theta } en {\displaystyle \theta +\mathrm {d} \theta }, met {\displaystyle \theta } en {\displaystyle \varphi } in radialen:
{\displaystyle \mathrm {d} \Omega ={\frac {\mathrm {d} S}{r^{2}}}=\cos \theta \ \mathrm {d} \theta \ \mathrm {d} \varphi }
dus
{\displaystyle \Omega =\iint \limits _{S}\cos \theta \ \mathrm {d} \theta \ \mathrm {d} \varphi }
De factor {\displaystyle \cos \theta } correspondeert met het feit dat op een breedtecirkel de coördinaat {\displaystyle \varphi } een interval doorloopt van {\displaystyle 2\pi } radialen, maar die breedtecirkel op de eenheidsbol buiten de evenaar een kleinere lengte heeft dan {\displaystyle 2\pi }, omdat het geen grootcirkel is.
Voor een gebied tussen de breedtegraden {\displaystyle \theta _{1}} en {\displaystyle \theta _{2}} en lengtegraden {\displaystyle \varphi _{1}} en {\displaystyle \varphi _{2}} is
{\displaystyle \Omega =(\varphi _{2}-\varphi _{1})(\sin \theta _{2}-\sin \theta _{1})}
Een graad kan worden gezien als een dimensieloze eenheid voor hoekgrootheden, gegeven door het dimensieloze getal {\displaystyle \pi /180}. Hierop voortbouwend kan een 'vierkante graad' worden gezien als een bijbehorende dimensieloze eenheid voor de ruimtehoek, gegeven door een graad in het kwadraat (°)², dus de dimensieloze grootheid {\displaystyle 1(^{\circ })^{2}=(\pi /180)^{2}\ sr}, en op dezelfde manier voor een vierkante boogminuut, dat is 1/3600 daarvan, en een vierkante boogseconde, 1/3600 daar weer van. Daarmee is een steradiaal {\displaystyle (180/\pi )^{2}\approx 3282{,}81(^{\circ })^{2}}. De ruimtehoek die correspondeert met een oppervlak begrensd door twee geografische lengtes die een graad verschillen en twee geografische breedtes die een graad verschillen, is overal kleiner dan zo'n vierkante graad. Het verschil is rond de evenaar het kleinst.